# Nistelrode
Nistelrode – wieś w prowincji Brabancja Północna w Holandii.
Została założona w XIII w. Początkowo miała nazwę Nisterle.